# Смит, Чарльз (баскетболист, 1965)
Чарльз Даниэль Смит (англ. Charles Daniel Smith; род. 16 июля 1965, Бриджпорт, штат Коннектикут) — американский баскетболист, игравший на позиции тяжёлого форварда. Чемпион мира 1986 года и бронзовый призёр летних Олимпийских игр 1988 года.

## Карьера в колледже
Будучи студентом колледжа, Смит был назван баскетболистом года конференции Big East в 1988 году. Он был членом престижного состава Питтсбургского университета, который считался лучшим в стране. Наряду с тяжёлым форвардом Джеромом Лейном, Чарльз Смит и «Пантерс» стали главной силой в баскетболе колледжей, открыв сезон 1987-88 годов, заняв 4-е место в первенстве и поднявшись на 2-е место за время пребывания Смита.
Он играл за национальную сборную США на чемпионате мира ФИБА 1986 года, выиграв золотую медаль, и на летних Олимпийских игр 1988 года, где американцы взяли бронзовые медали.

## Карьера в НБА
Смит был выбран под 3-м номером на драфте НБА 1988 года командой «Филадельфия Севенти Сиксерс», но сразу был обменян в «Лос-Анджелес Клипперс». В 1989 году он вошёл в сборную новичков НБА, набрав в среднем 16.3 очков и 6.5 подборов за игру. За 4 года в «Клипперс», где он был одним из лучших бомбардиров, Смит набирал среднем 18.4 очков и 7.0 подборов за игру. Позже его с Доком Риверсом и Бо Кимблом обменяли в «Нью-Йорк Никс» в обмен на Марка Джексона. «Никс» планировал Смитом заменить ушедшего легкого форварда Ксавьера Макдэниела. В сезоне 1996/97 его обменяли в «Сан-Антонио Спёрс» в обмен на Джей Ар Рид, а в 1998 году Смит завершил карьеру баскетболиста.

## После карьеры
Смит является управляющим консультантом компании Silver Blade, которая выставляет наличные счета и авансирует наличные в счет незарегистрированных транзакций в медиаиндустрии. Ранее он был главой отдела спорта и развлечений MediaCom, принадлежащей WPP/GroupM.
После ухода из НБА Смит работал представителем команды Национальной ассоциации баскетболистов (NBPA), а затем первым вице-президентом. Смит помог создать NBPA Foundation', некоммерческую организацию для поддержки нуждающихся бывших баскетболистов. Смит стал исполнительным директором Национальной ассоциации бывших баскетболистов (NBRPA). Смит подготовил и выполнил показательные игры с участием более 40 бывших баскетболистов НБА.
Смит был основателем и генеральным директором New Media Technology Corp, а затем руководителем отдела новых деловых возможностей Midas Exchange.

## Статистика

### Статистика в НБА
| Сезон                                                                                    | Команда     | Регулярный сезон | Регулярный сезон | Регулярный сезон | Регулярный сезон | Регулярный сезон | Регулярный сезон | Регулярный сезон | Регулярный сезон | Регулярный сезон | Регулярный сезон | Регулярный сезон | Серия плей-офф | Серия плей-офф | Серия плей-офф | Серия плей-офф | Серия плей-офф | Серия плей-офф | Серия плей-офф | Серия плей-офф | Серия плей-офф | Серия плей-офф | Серия плей-офф |
| Сезон                                                                                    | Команда     | GP               | GS               | MPG              | FG%              | 3P%              | FT%              | RPG              | APG              | SPG              | BPG              | PPG              | GP             | GS             | MPG            | FG%            | 3P%            | FT%            | RPG            | APG            | SPG            | BPG            | PPG            |
| ---------------------------------------------------------------------------------------- | ----------- | ---------------- | ---------------- | ---------------- | ---------------- | ---------------- | ---------------- | ---------------- | ---------------- | ---------------- | ---------------- | ---------------- | -------------- | -------------- | -------------- | -------------- | -------------- | -------------- | -------------- | -------------- | -------------- | -------------- | -------------- |
| 1988/89                                                                                  | Клипперс    | 71               | 56               | 30,4             | 49,5             | 0,0              | 72,5             | 6,5              | 1,4              | 1,0              | 1,3              | 16,3             | Не участвовал  | Не участвовал  | Не участвовал  | Не участвовал  | Не участвовал  | Не участвовал  | Не участвовал  | Не участвовал  | Не участвовал  | Не участвовал  | Не участвовал  |
| 1989/90                                                                                  | Клипперс    | 78               | 76               | 35,0             | 52,0             | 8,3              | 79,4             | 6,7              | 1,5              | 1,1              | 1,5              | 21,1             | Не участвовал  | Не участвовал  | Не участвовал  | Не участвовал  | Не участвовал  | Не участвовал  | Не участвовал  | Не участвовал  | Не участвовал  | Не участвовал  | Не участвовал  |
| 1990/91                                                                                  | Клипперс    | 74               | 74               | 36,5             | 46,9             | 0,0              | 79,3             | 8,2              | 1,8              | 1,1              | 2,0              | 20,0             | Не участвовал  | Не участвовал  | Не участвовал  | Не участвовал  | Не участвовал  | Не участвовал  | Не участвовал  | Не участвовал  | Не участвовал  | Не участвовал  | Не участвовал  |
| 1991/92                                                                                  | Клипперс    | 49               | 25               | 26,7             | 46,6             | 0,0              | 78,5             | 6,1              | 1,1              | 0,8              | 2,0              | 14,6             | 5              | 5              | 29,6           | 39,3           | -              | 93,3           | 5,6            | 1,8            | 0,8            | 2,4            | 11,6           |
| 1992/93                                                                                  | Нью-Йорк    | 81               | 68               | 26,8             | 46,9             | 0,0              | 78,2             | 5,3              | 1,8              | 0,6              | 1,2              | 12,4             | 15             | 15             | 25,9           | 47,1           | -              | 74,0           | 4,0            | 1,3            | 0,6            | 0,9            | 11,1           |
| 1993/94                                                                                  | Нью-Йорк    | 43               | 21               | 25,7             | 44,3             | 50,0             | 71,9             | 3,8              | 1,2              | 0,6              | 1,0              | 10,4             | 25             | 18             | 24,5           | 48,0           | 0,0            | 72,9           | 3,8            | 1,0            | 0,5            | 1,0            | 8,8            |
| 1994/95                                                                                  | Нью-Йорк    | 76               | 58               | 28,3             | 47,1             | 22,6             | 79,2             | 4,3              | 1,6              | 0,6              | 1,3              | 12,7             | 11             | 11             | 27,5           | 53,7           | 0,0            | 56,7           | 3,8            | 1,2            | 1,2            | 1,5            | 10,8           |
| 1995/96                                                                                  | Нью-Йорк    | 41               | 4                | 21,7             | 38,8             | 13,3             | 70,9             | 3,9              | 0,7              | 0,4              | 1,2              | 7,4              | Не участвовал  | Не участвовал  | Не участвовал  | Не участвовал  | Не участвовал  | Не участвовал  | Не участвовал  | Не участвовал  | Не участвовал  | Не участвовал  | Не участвовал  |
| 1995/96                                                                                  | Сан-Антонио | 32               | 30               | 25,8             | 45,8             | -                | 76,7             | 6,3              | 1,1              | 1,0              | 0,9              | 9,6              | 10             | 8              | 16,5           | 50,0           | -              | 37,5           | 3,7            | 1,0            | 0,7            | 1,0            | 5,1            |
| 1996/97                                                                                  | Сан-Антонио | 19               | 7                | 17,3             | 40,5             | 0,0              | 76,9             | 3,4              | 0,7              | 0,7              | 1,2              | 4,6              | Не участвовал  | Не участвовал  | Не участвовал  | Не участвовал  | Не участвовал  | Не участвовал  | Не участвовал  | Не участвовал  | Не участвовал  | Не участвовал  | Не участвовал  |
|                                                                                          | Всего       | 564              | 419              | 29,0             | 47,5             | 19,4             | 77,4             | 5,8              | 1,4              | 0,8              | 1,4              | 14,4             | 66             | 57             | 24,5           | 48,1           | 0,0            | 70,5           | 4,0            | 1,2            | 0,7            | 1,2            | 9,3            |
| Наведите курсор мыши на аббревиатуры в заголовке таблицы, чтобы прочесть их расшифровку. |             |                  |                  |                  |                  |                  |                  |                  |                  |                  |                  |                  |                |                |                |                |                |                |                |                |                |                |                |